# Шляпников, Георгий Всеволодович
Георгий Всеволодович Шляпников (англ. Georgy Shlyapnikov; род. 9 июля 1948) — физик-теоретик, профессор Университета Амстердама, руководитель научной группы Российского квантового центра, директор исследовательского направления Лаборатории теоретической физики Национального центра научных исследований.

## Биография
Родился 9 июля 1948 года.
В 1972 году окончил МФТИ.
С 1972 года — в Курчатовском институте: аспирант (1972—1975), младший научный сотрудник (1975—1982), старший научный сотрудник (1982—1989), зав. лабораторией (1989—2003).
В 1975 году защитил диссертацию: Процессы излучения в молекулярных газах : диссертация … кандидата физико-математических наук : 01.04.08. — Москва, 1974. — 113 с. : ил.
В 1989—1996 приглашённый преподаватель (Visiting Fellow) Амстердамского университета. В 1996—2003 руководитель группы в FOM Institute AMOLF, Амстердам.
С 2003 года директор исследовательского направления Лаборатории теоретической физики Национального центра научных исследований Франции (Орсэ), профессор университета Париж — юг. По совместительству — главный научный сотрудник лаборатории магнитооптики, плазмоники и нанофотоники МИСиС.
Награды:
- 1999 — премия Гумбольдта (Германия)
- 2000 — премия имени Курчатова
- 2011 — Международная премия Бозе-Энштейновской конденсации (Bose-Einstein Condensation Award (International))
- 2013 — Исследовательская премия Европейского исследовательского совета (ERC).